# إد بروس
إد بروس (بالإنجليزية: Ed Bruce) (ولد 29 ديسمبر 1939) هو مؤلف ومغني كانتري أمريكي. بدأ مسيرته الموسيقية في مجال الروك أند رول في أواخر الخمسينات ثم تحول إلى الكانتري في منتصف الستينات. أصدر بروس أهم نجاحاته خلال الثمانينات مثل أغنية You're the Best Break This Old Heart Ever Had، كما سجل فنانون آخرون أغانيه خلال العقود الماضية، وأشهرها كانت أغنية Mammas Don't Let Your Babies Grow Up to Be Cowboys التي سجلها وايلون جيننغز وويلي نيلسون.

## السيرة
ولد وليام إدوين بروس الابن في كيزر، أركنساس ونشأ في مدينة ممفيس. في عام 1957، ذهب لرؤية كاتب الأغاني جاك كليمنت، والذي كانت مهندس تسجيل في شركة صن ريكوردز. لفت بروس انتباه صاحب الشركة سام فيليبس، وسجل له أولى أغانيه "Rock Boppin' Baby"، وفي عام 1963 سجل أغنية "See the Big Man Cry" التي وصلت للمركز 109 على قائمة بيلبورد لأغاني البوب، وسجل تشارلي لوفين الأغنية بعد عامين ووصلت أغنيته للمركز السابع على قائمة بيلبورد لأغاني الكانتري.
سجل بروس أغانيه على علامة آر سي أيه فيكتور وعلامات أخرى صغيرة، لكنه لم يحقق النجاح بعد كمغني، وكان يجني المال بالتعليق على الإعلانات التليفزيونية والإذاعية.  تمكن بروس من دخول قائمة بيلبورد لأغاني الكانتري في عام 1967 بأغنيتين هما Walker's Woods و آخر قطار إلى كلاركسفيل، حيث وصلتا إلى مراكز تحت المتوسط. في عام 1969، وقع بروس مع مونيومنت ريكوردز، حيث واصل تحقيق نجاحات طفيفة. وفي الوقت نفسه، استمر في كتابة أغانٍ نالت نجاحا كبيرا لفنانين آخرين، مثل أغنية "The Man That Turned My Mama On" للمغنية تانيا تاكر، وأغنية "Restless" للمغنية كريستال غايل، وكلاهما في عام 1974. وقع مع علامة يونايتد أرتيستس في عام 1973 وأصدر عدة أغنيات فردية، لكن نجاحه الوحيد على العلامة كان بأغنية "Mamas Don't Let Your Babies Grow Up to Be Cowboys"، ووصلت للمركز 15 على قائمة أغاني الكانتري عام 1976، واشترك في تأليفها مع زوجته باتسي بروس.
وقع بروس مع إبيك ريكوردز في عام 1977. في العام التالي، تم تسجيل أغنيته سالفة الذكر في ثنائي لنجمي الكانتري ويلي نيلسون وويلون جينينغز. حققت الأغنية نجاحا كبيرا وساهمت في صعود بروس نحو النجومية. في عام 1979، سجلت تانيا تاكر أغنيته "Texas (When I Die)" والتي وصلت للمركز الخامس في قائمة أغاني الكانتري.
في عام 1980، وقع بروس مع إم سي أيه، حيث حقق أكبر نجاحاته. ومن أغانيه في تلك الفترة "Diane”، "Last Cowboy Song”، "Evil Angel". حقق أكبر نجاح له بأغنية “You're the Best Break This Old Heart Ever Had" التي وصلت للمركز الأول على قائمة أغاني الكانتري في عام 1982. من أغانيه الأخرى التي وصلت للعشر الأوائل "Ever, Never Lovin' You“، و "My First Taste of Texas“، و "After All".
في عام 1984، عاد إلى تسجيلات آر سي أيه وأصدر أغنية "You Turn Me On Like A Radio" التي وصلت للمركز الثالث في عام 1985. آخر أغنية له تصل العشر الأوائل هي "Nights" في عام 1986 وآخر أغنية له تدخل القائمة هي "Quietly Crazy" في عام 1987.
خلال هذا الوقت، بدأ بروس بالتمثيل والقيام بإعلانات تجارية. أحد أهم أدواره كانت في مسلسل بريت مافريك (وهو إعادة إحياء لمسلسل مافريك من عام 1957)، ومن بطولة جيمس غارنر بدور مقامر في الغرب ولعب بروس دور مأمور البلدة، وتم عرضه على قناة NBC-TV خلال موسم 1981-1982 ولكن تم إلغاؤه بشكل غير متوقع رغم نسب المشاهدة الجدية. قام بروس أيضًا بتأليف غناء أغنية المسلسل،  في حين غنى غارنر الأغنية في الختام.
اتخذ بروس قرارًا في آخر الثمانينات بالتركيز أكثر التمثيل، والتي ظهرت في العديد من الأفلام التلفزيونية.  استضاف برنامجين في أواخر الثمانينيات،  كما ظهر بروس أيضا في عدد من الأفلام، بما في ذلك فيلم Fire Down Below مع ستيفن سيغال. 
تم تكريم بروس بجائزة جمعية أركنساس لموسيقى الكانتري عن إنجازات حياته في 3 يونيو 2018 في جامعة أركانساس في ليتل روك.

## وصلات خارجية
- إد بروس على موقع IMDb (الإنجليزية)
- إد بروس على موقع ميوزك برينز (الإنجليزية)
- إد بروس على موقع ديسكوغز (الإنجليزية)
- إد بروس على موقع ديسكوغز (الإنجليزية)
- إد بروس على موقع قاعدة بيانات الفيلم (الإنجليزية)